# Mychajlo Sabrodskyj

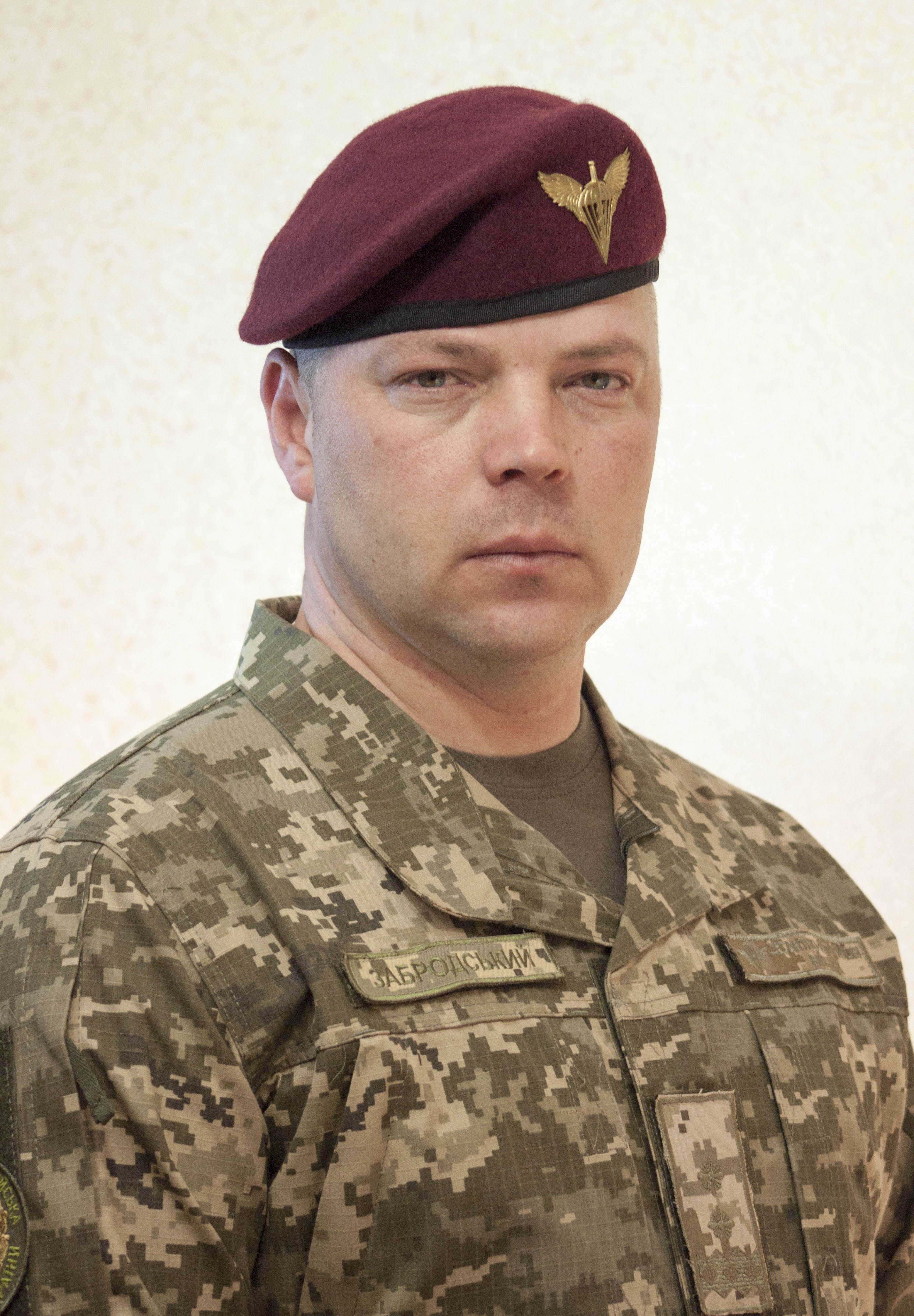
Mychajlo Sabrodskyj 2018

Truppenabzeichen der 95. separaten Luftlandebrigade

Mychajlo Witalijowytsch Sabrodskyj (ukrainisch Михайло Віталійович Забродський; * 24. Januar 1973 in Dnipropetrowsk, Ukrainische SSR) ist ein ukrainischer Generalleutnant.

## Biografie
Mychajlo Sabrodskyj stammt aus einer Soldatenfamilie. Er studierte an der Militärakademie Wojenno-kosmitscheskaja akademija imeni A. F. Moschaiskogo (Militärische Raumfahrtakademie benannt nach A. F. Moschaiski) in Sankt Petersburg und verpflichtete sich im Anschluss 5 Jahre beim russischen Militär. Nach seiner Dienstzeit kehrte er in die Ukraine zurück und war zunächst Zugführer in der 95. separaten Luftlandebrigade der hochmobilen Luftlandetruppen der Streitkräfte der Ukraine in der Stadt Schytomyr und studierte dann am Command and General Staff College der US Army in Fort Leavenworth in Kansas.
Von November 2009 bis zum August 2010 war er im Range eines Oberstleutnants Stabschef und erster stellvertretender Kommandeur der 95. separaten Luftlandebrigade der hochmobilen Luftlandetruppen und wurde im Januar 2013 im Range eines Obersts Kommandeur dieser Einheit.
Mit seiner Brigade nahm er seit dem Frühjahr 2014 am Ukrainekrieg im Osten der Ukraine teil und wurde für diesen Einsatz mehrfach ausgezeichnet.
Im März 2015 wurde Sabrodskyj Kommandeur der hochmobilen Luftlandetruppen der Streitkräfte der Ukraine und befehligte im Juni 2015 die ukrainischen Truppen bei der Befreiung der Stadt Marjinka. Am 1. August 2015 wurde er zum Generalmajor und durch einen Präsidentenerlass am 5. Dezember 2016 wurde er zum Generalleutnant befördert.
Vom November 2017 bis März 2018  war er Kommandant der ATO-Streitkräfte, beteiligt am Konflikt in der Ostukraine.
Er nahm für die Partei Europäische Solidarität auf Platz 4 an den Parlamentswahlen von 2019 teil.

## Ehrungen
- Orden Daniel von Galizien; 22. Februar 2010[9]
- Held der Ukraine; 23. August 2014. Für persönlichen Mut, Hingabe und Professionalität bei der Verteidigung der nationalen Souveränität und territorialen Integrität der Ukraine.[5]
- Bogdan-Chmelnizki-Orden III. Klasse; 21. Oktober 2014[5]